# 华东瘤足蕨
华东瘤足蕨（学名：Plagiogyria japonica）也称海南瘤足蕨、缙云瘤足蕨，为瘤足蕨科瘤足蕨属下的一个植物种。